# Ichel Herzig
Ichel Herzig (zm. 1887 w Sanoku) – żydowski przedsiębiorca, działacz samorządowy.

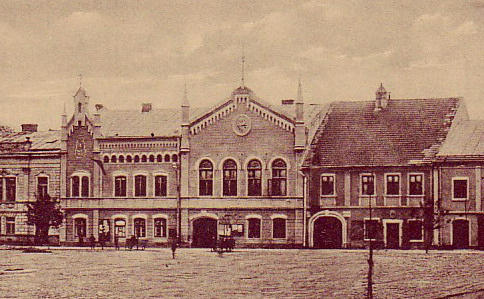
Ratusz w Sanoku w 1905. Jedyne wówczas lewe skrzydło gmachu stanowiło były dom Ichla Herziga

## Życiorys
W Sanoku był przedsiębiorcą. W mieście pełnił funkcję przewodniczącego Izraelickiej Gminy Wyznaniowej tj. kahału.
Po ustanowieniu autonomii galicyjskiej został wybrany radnym miejskim w Sanoku w 1867. Został wybrany do trzyosobowej delegacji wręczenia Namiestnikowi Galicji Agenorowi Gołuchowskiemu dyplomu tytułu honorowego obywatelstwa Sanoka (przyznanego w 1867). W kolejnych wyborach w 1870 uzyskał reelekcję i 14 kwietnia tego roku wybrano go asesorem w urzędzie gminy miasta Sanoka. W wyborach w 1872 ponownie został radnym i w 1874 był asesorem. Po raz kolejny uzyskał mandat w radzie w 1875 i w dniu 27 września tego roku został wybrany asesorem. Zasiadł wówczas w komisji administracyjnej. W 1878 ponownie uzyskał mandat radnego, a 14 (lub 24) września tego roku znów wybrano go asesorem. Ponownie był wybierany radnym (z koła III) i asesorem w wyborach w 1881 (należał do komisji budowlanej oraz do administracyjnej), w wyborach w 1884 (członek komisji administracyjnej). W 1866 wsparł datkiem finansowym formowanie pułku wolnych Krakusów. Był reprezentantem narodowości żydowskiej w powołanym przez radę komitecie obchodu 200. rocznicy bitwy pod Wiedniem. Na jego byłej działce położonej przy ul. Zielonej, odkupionej przez miasto decyzją rady z 1874, został wybudowany gmach C. K. Gimnazjum (przetarg na budowę gmachu wygrał inny przedsiębiorca żydowski i zarazem radny miejski, Eisig Herzig). Po udaniu się burmistrza Cyryla Ładyżyńskiego na urlop objął przewodnictwo Rady Miejskiej 17 kwietnia 1879. W trakcie swojej wieloletniej kariery radnego miejskiego Ichel Herzig przyczynił się do uzyskania przez władze Sanoka korzystnych transakcji kredytowych. Alojzy Zielecki określił go jako człowieka niezwykle uczynnego dla miasta.
20 kwietnia 1874 został wybrany z grupy gmin miejskich do Rady c. k. powiatu sanockiego i pełnił mandat w kolejnych latach. Około 1877 uzyskał reelekcję i pozostawał radnym. Około 1881 po raz trzeci został radnym i w tej kadencji pełnił funkcję zastępcy członka wydziału powiatowego. W 1884 po raz czwarty został radnym powiatowym na kolejną kadencję, piastując mandat do końca życia.
Zamieszkiwał w Sanoku pod adresem ul. Rynek nr 12. Zmarł w 1887. Wówczas, jako wieloletni członek rady został uroczyście przez nią pożegnany.
Po nowych wyborach do rady miejskiej z 1887 funkcję asesora po Ichlu Herzigu objął Artur Goldhammer. Także w 1887 dom Ichla Herziga pod numerem 12, został odkupiony od Berty Spiro przez radę miejską i w toku dalszych prac budowlanych stał się częścią stworzonego gmachu ratusza.